# Белогруда
Белогруда (бел. Белагруда) — деревня в Лидском районе Гродненской области Беларуси. Входит в состав Тарновского сельсовета. Население 57 человек (2004).

## География
Деревня расположена в 15 км к юго-западу от города Лида. Ж/д станция Белогруда на линии Лида — Мосты находится в километре к югу от деревни. Деревня соединена с окрестными населёнными пунктами местными дорогами. По западной окраине деревни протекает река Дитва. В 2004 году Белогруда насчитывала 57 жителей.

## История

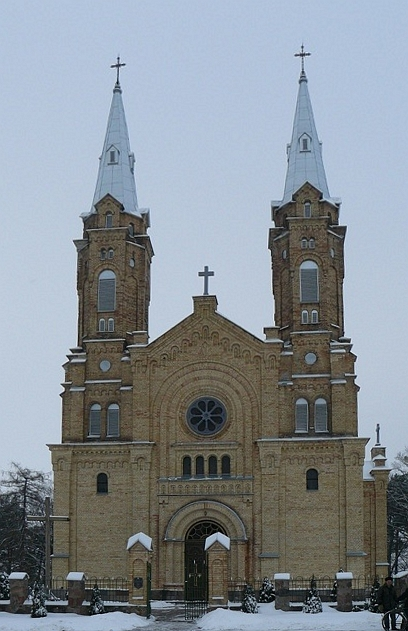
Католический храм св. Михаила Архангела

Под современным именем Белогруда впервые упоминается в XVI веке, как имение в Лидском повете. В XVI—XVII веках она принадлежала роду Завишей, в частности в конце XVI-начале XVII веков Белогруда была родовым имением воеводы мстиславского и витебского Яна Завиши и его сына Николая Завиши, витебского каштеляна.
В 1609 году здесь был образован католический приход, в то же время на средства Яна Завиши здесь был построен деревянный костёл.
В начале XVIII века владелица Белогруды Анна Завиша вышла замуж за смоленского каштеляна Кшиштофа Щита. В этот период старый костёл был перестроен и получил имя св. Иоанна Крестителя. Начиная с 1783 года этот храм упоминается в источниках под именем св. Михаила Архангела.
В середине XVIII века Белогруду получили Радзивиллы — в результате брака Барбары Завиши с Николаем Фаустином Радзивиллом, мечником литовским и воеводой новогрудским. Следующими владельцами были Станислав Радзивилл (1722—1787) и его сын Николай (1751—1811). В середине XVIII века Каролина Радзивилл (жена Станислава) основала в Белогруде госпиталь.
В результате третьего раздела Речи Посполитой (1795) Белогруда оказалось в составе Российской империи, где стала деревней в составе Тарновской волости Лидского уезда. В XVIII веке имение несколько раз переходило из рук в руки; в 1905 году на месте старого деревянного построен новый католический храм св. Михаила Архангела в неоготическом стиле.
Согласно Рижскому мирному договору (1921) Белогруда оказалась в составе межвоенной Польской Республики, где вошла в состав Тарновской гмины Лидского повета Новогрудского воеводства. Согласно переписи населения 1921 года насчитывала 10 жилых построек, 69 жителей. Рядом с деревней находился хутор Белогруда — 4 жилые постройки, 31 житель.
В 1939 году Белогруда вошла в БССР, где в период 1954—1974 годов была центром сельсовета Лидского района, с 1974 года в составе Тарновского сельсовета. В 1970 году в деревне было 18 дворов, 77 жителей, в 1996 — 36 дворов, 80 жителей.

## Достопримечательности
- Поселение периода средневековья (VI–VIII, XII–XIII вв.) —  Историко-культурная ценность Республики Беларусь, шифр 413В000340.
- Католический храм св. Михаила Архангела, 1900-1905 гг. —  Историко-культурная ценность Республики Беларусь, шифр 412Г000339.
- Деревянная колокольня XIX века на кладбище за костёлом.

## Галерея

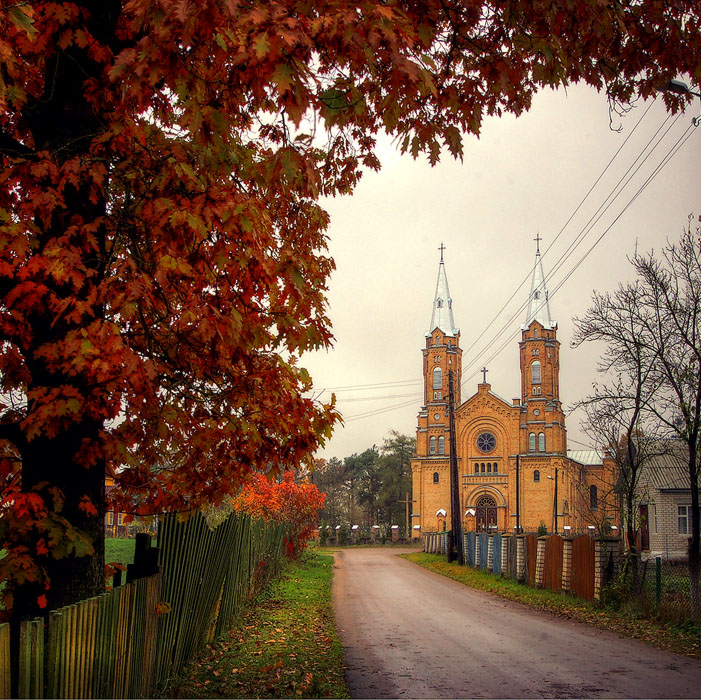
Католический храм св. Михаила Архангела
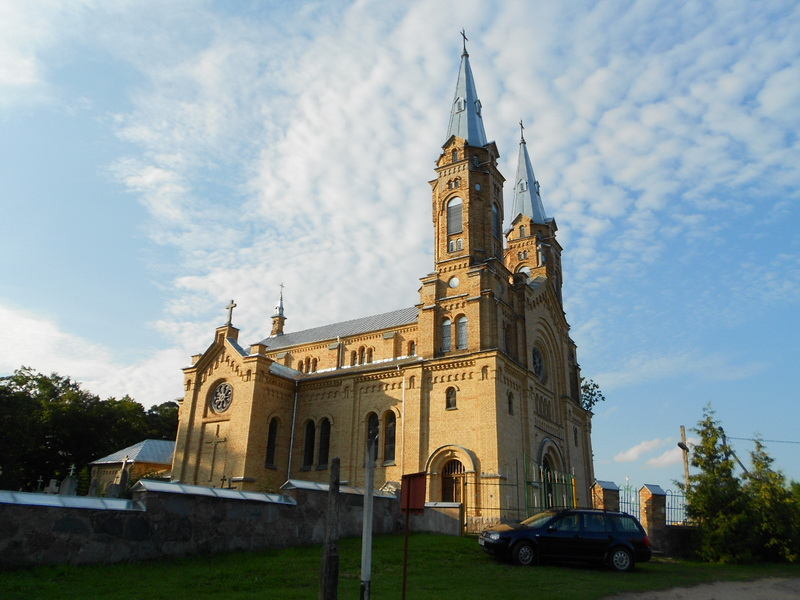
Католический храм св. Михаила Архангела
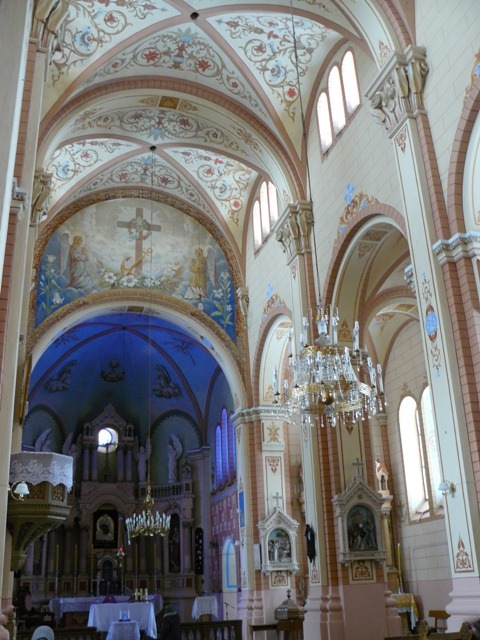
Интерьер
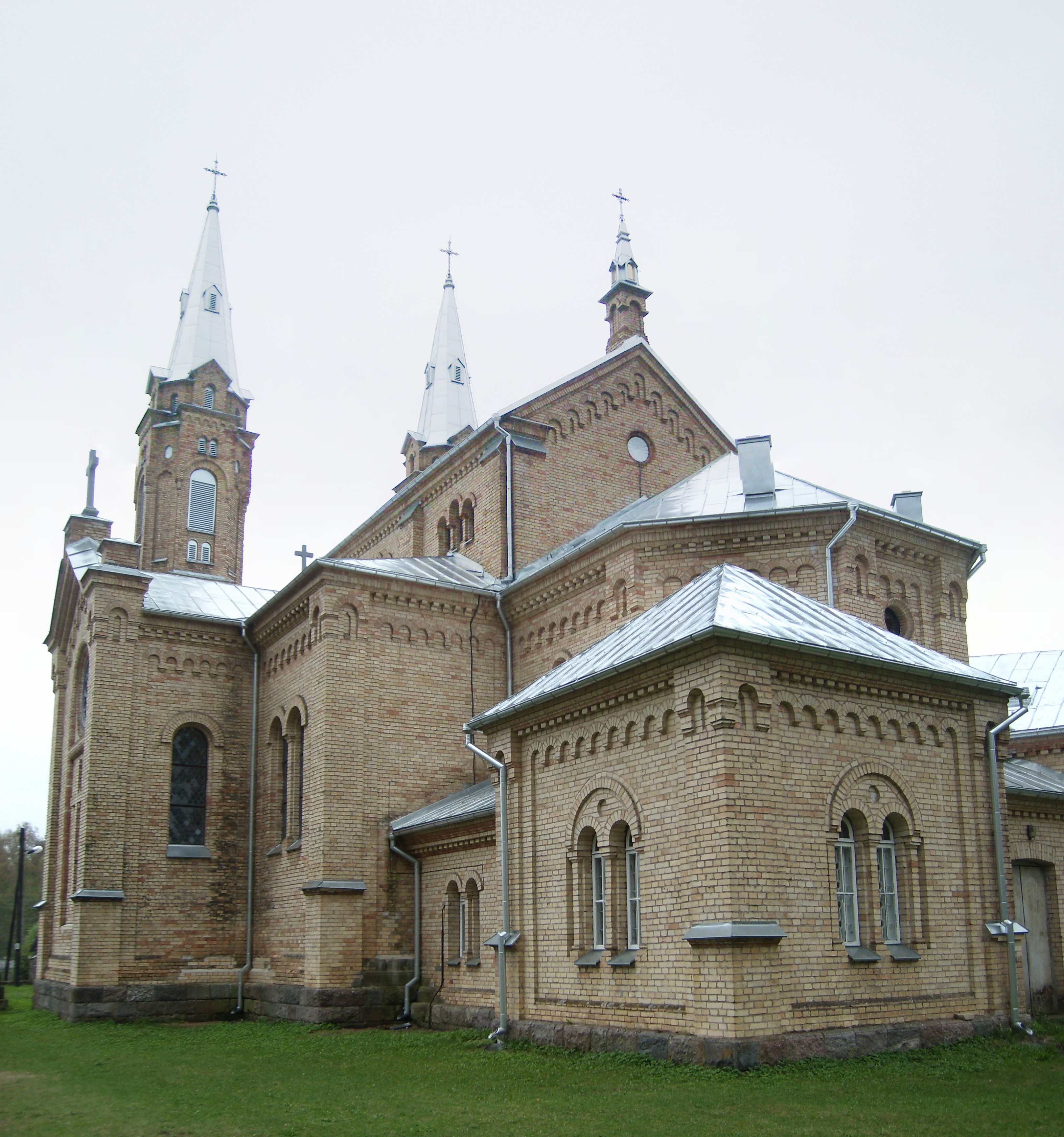
Вид со стороны
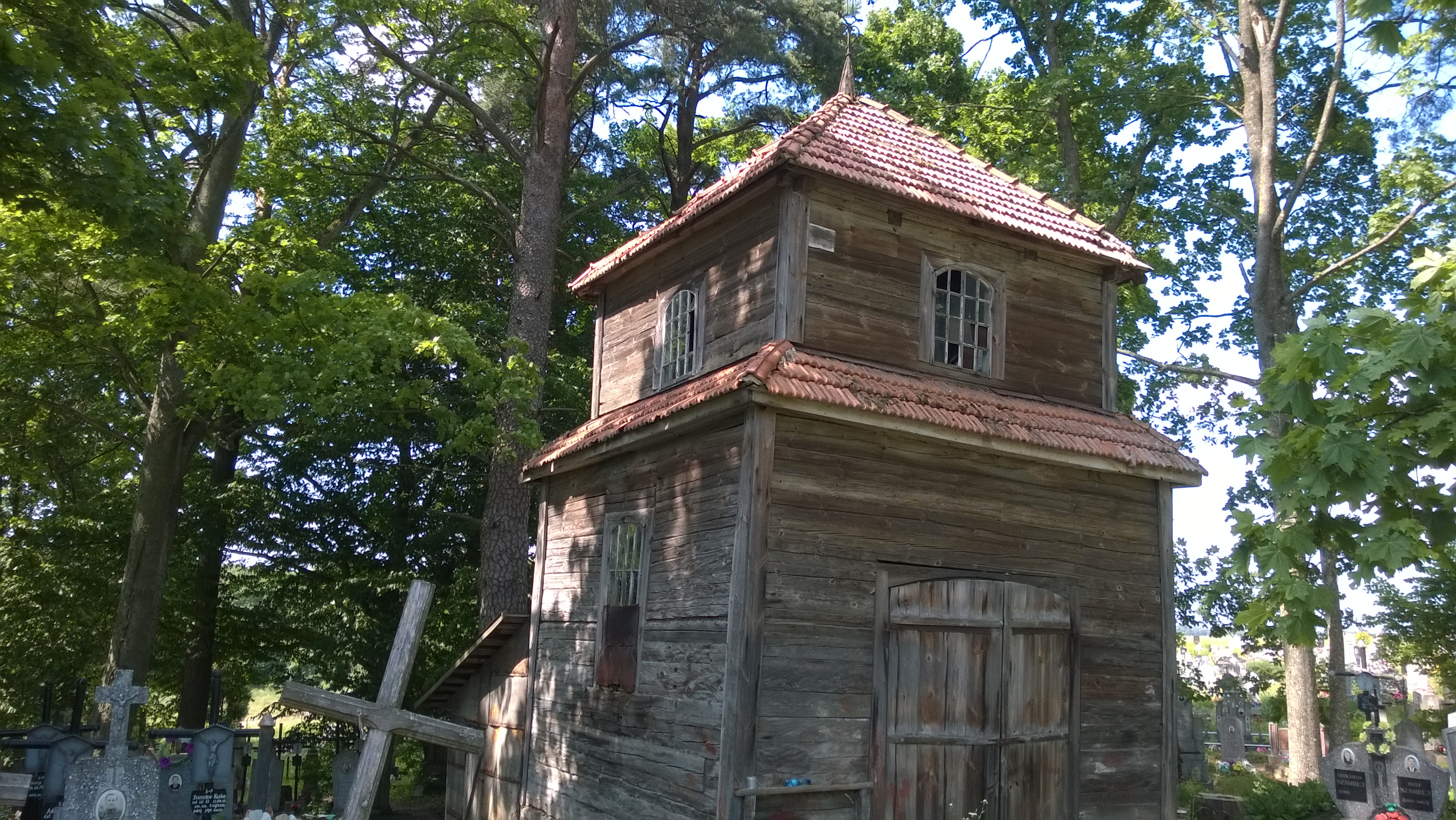
Деревянная колокольня
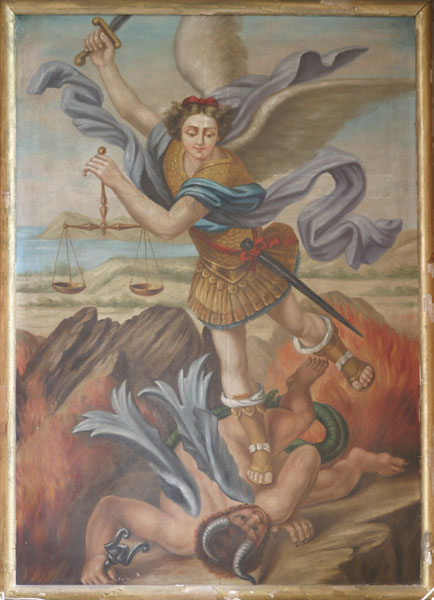
Архангел Михаил. Икона начала XX века в Белогрудском храме
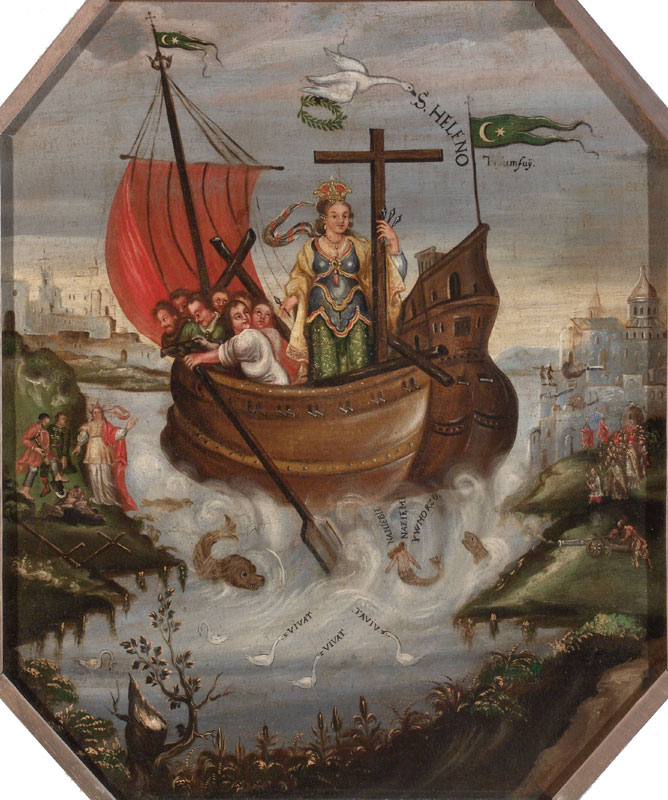
Икона из костёла